# شتاب جزر و مدی

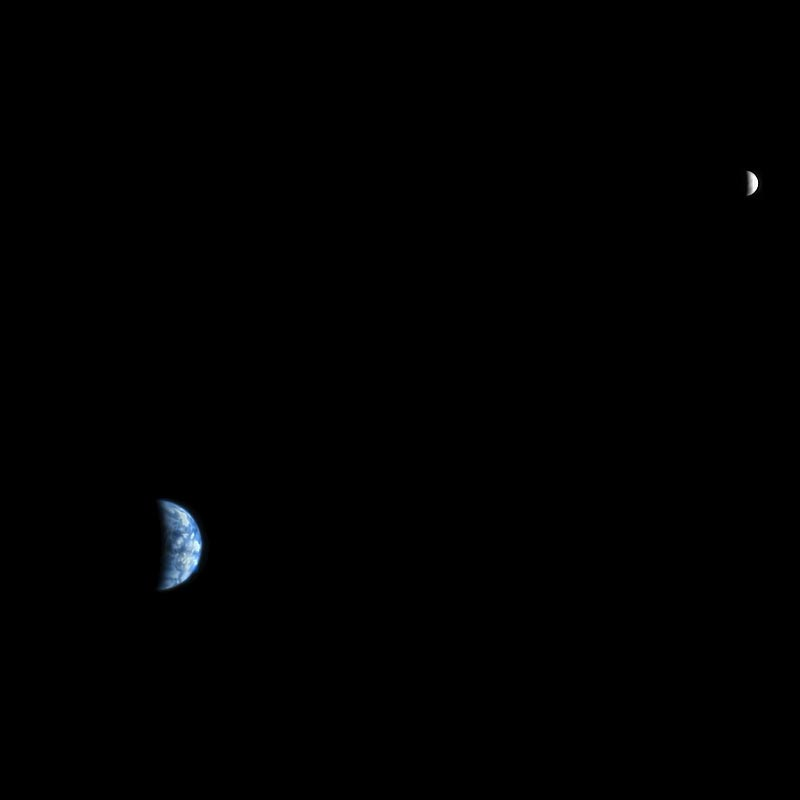
تصویری از زمین و ماه که از آسمان سیارهٔ مریخ گرفته شده. حضور ماه در مدار پیرامون زمین (که تقریباً ۱/۸۱ جرم کره زمین را دارد) در اثر چرخش زمین را روزانه حدود ۲ میلی‌ثانیه در هر ۱۰۰ سال کندتر می‌کند.

شتاب کِشَندی (انگلیسی: Tidal acceleration) یا شتاب جزر و مدی، پدیده‌ای است که در آن، نیروی جاذبه ماه و خورشید باعث ایجاد کشند (جزر و مد) در اقیانوس‌های زمین می‌شود. این جزر و مدها به نوبه خود، بر چرخش زمین تأثیر می‌گذارند و باعث می‌شوند سرعت چرخش زمین به مرور زمان کاهش یابد. این کاهش سرعت چرخش زمین به معنای افزایش طول روزها است.
شتاب کشندی همچنین می‌تواند بر مدار ماه تأثیر بگذارد. از آنجا که زمین به دلیل جزر و مدها انرژی از دست می‌دهد، این انرژی به ماه منتقل می‌شود و باعث می‌شود ماه به تدریج از زمین دور شود.
شتاب کشندی یک پدیده بسیار کند است، اما در طول زمان می‌تواند اثرات قابل توجهی داشته باشد. به عنوان مثال، تخمین زده می‌شود که طول روزها در طول صدها میلیون سال گذشته به دلیل شتاب کشندی حدود ۲ ساعت افزایش یافته است.

## بررسی اجمالی
شتاب کشندی نتیجه نیروهای کشندی بین یک قمر طبیعی در حال چرخش (مانند ماه) و سیاره اصلی که به دور آن می‌چرخد (مانند زمین) است. این شتاب باعث می‌شود که قمر به تدریج در یک مدار پیشرو (حرکت به سمت یک مدار بالاتر، دور از جسم اصلی) از سیاره اصلی دور شود و به کاهش سرعت چرخش سیاره اصلی منجر می‌شود. این فرایند در نهایت منجر به قفل کشندی می‌شود که معمولاً ابتدا در جسم کوچکتر و سپس در جسم بزرگتر اتفاق می‌افتد (مثلاً به لحاظ نظری برای زمین در ۵۰ میلیارد سال آینده). سامانه زمین و ماه بهترین نمونه مطالعه شده است.
فرایند مشابه کاهش سرعت کشندی برای قمرهایی رخ می‌دهد که دوره مداری کوتاه‌تر از دوره چرخش سیاره اصلی دارند یا در جهت وارونه می‌چرخند.
نام‌گذاری این پدیده تا حدودی گیج‌کننده است زیرا سرعت متوسط قمر نسبت به جسمی که به دور آن می‌چرخد، در نتیجه شتاب کشندی کاهش می‌یابد و در نتیجه کاهش سرعت کشندی افزایش می‌یابد. این معما به این دلیل رخ می‌دهد که یک شتاب مثبت در یک لحظه باعث می‌شود که قمر در نیم مدار بعدی دورتر شود و سرعت متوسط آن کاهش یابد. یک شتاب مثبت مداوم باعث می‌شود که قمر به صورت مارپیچی به سمت بیرون با سرعت و نرخ زاویه‌ای کاهشی حرکت کند که منجر به شتاب منفی زاویه می‌شود. یک شتاب منفی مداوم اثر معکوس دارد.

## سامانه زمین و ماه

### تاریخچه کشف شتاب سده‌ای
ادموند هالی اولین کسی بود که در سال ۱۶۹۵ پیشنهاد کرد که میانگین حرکت ماه ظاهراً با مقایسه با مشاهدات باستانی از گرفت‌ها سریع‌تر می‌شود، اما او هیچ داده‌ای ارائه نکرد. (در زمان هالی هنوز مشخص نبود که آنچه در واقع اتفاق می‌افتد شامل کاهش سرعت چرخش زمین است: همچنین به زمان نجومی - تاریخ مراجعه کنید. هنگامی که به عنوان تابعی از زمان خورشیدی متوسط به جای زمان یکنواخت اندازه‌گیری می‌شود، این اثر به صورت یک شتاب مثبت ظاهر می‌شود) در سال ۱۷۴۹، ریچارد دانثورن پس از بررسی مجدد سوابق باستانی، ظن هالی را تأیید کرد و اولین تخمین کمی را برای اندازه این اثر ظاهری ارائه کرد: نرخ صدی +۱۰ اینچ (ثانیه قوسی) در طول جغرافیایی ماه که نتیجه دقیق شگفت‌آوری برای زمان خود است و تفاوت چندانی با مقادیر ارزیابی شده بعدی ندارد، به عنوان مثال در ۱۷۸۶ توسط د لالاند، و برای مقایسه با مقادیری از حدود ۱۰ اینچ تا نزدیک به ۱۳ اینچ که حدود یک قرن بعد به دست آمد.
پیر سیمون لاپلاس در سال ۱۷۸۶ یک تحلیل نظری ارائه کرد که مبنایی برای شتاب گرفتن حرکت متوسط ماه در پاسخ به تغییرات پریشیدگی در خروج از مرکز مدار زمین به دور خورشید ارائه کرد. محاسبات اولیه لاپلاس کل اثر را در نظر گرفت، بنابراین به نظر می‌رسید که این نظریه را به‌طور منظم با مشاهدات معاصر و باستانی مرتبط می‌کند.
با این حال، در سال ۱۸۵۴، جان کاوچ آدامز با یافتن خطایی در محاسبات لاپلاس باعث شد که این پرسش دوباره مطرح شود: معلوم شد که تنها حدود نیمی از شتاب ظاهری ماه را می‌توان بر اساس لاپلاس با تغییر در خروج از مرکز مداری زمین توضیح داد. یافته‌های آدامز باعث ایجاد یک بحث نجومی شدید شد که چندین سال به طول انجامید، اما درستی نتیجه او که توسط سایر ستاره شناسان ریاضی از جمله سی.ای. دولانه مورد توافق بود، در نهایت پذیرفته شد. این سؤال به تجزیه و تحلیل صحیح حرکات ماه بستگی داشت و با کشف دیگری در همان زمان، پیچیدگی بیشتری پیدا کرد، که یک پریشیدگی بلندمدت قابل توجه دیگر که برای ماه محاسبه شده بود (ظاهراً به دلیل عمل زهره) نیز اشتباه بود و در بررسی مجدد تقریباً ناچیز بود و عملاً باید از این نظریه حذف می‌شد. بخشی از پاسخ به‌طور مستقل در دهه ۱۸۶۰ توسط دولانه و ویلیام فرل ارائه شد: کاهش سرعت کشندی سرعت چرخش زمین، واحد زمان را طولانی‌تر می‌کرد و باعث شتاب ماه می‌شد که تنها ظاهری بود.
مدتی طول کشید تا جامعه نجومی واقعیت و مقیاس اثرات کشندی را بپذیرد. اما در نهایت مشخص شد که سه اثر وجود دارد که بر اساس زمان خورشیدی متوسط اندازه‌گیری می‌شوند. علاوه بر اثرات تغییرات پریشیدگی در خروج از مرکز مداری زمین، همان‌طور که توسط پیر سیمون لاپلاس یافت شد و توسط جان کاوچ آدامز تصحیح شد، دو اثر کشندی وجود دارد (ترکیبی که اولین بار توسط امانوئل لیاس پیشنهاد شد). اول، یک کاهش واقعی در نرخ زاویهای حرکت مداری ماه، به دلیل تبادل تکانه زاویه‌ای بین زمین و ماه وجود دارد. این باعث افزایش تکانه زاویه‌ای ماه در اطراف زمین می‌شود (و ماه را به مداری بالاتر با سرعت مداری پایین‌تر می‌برد). دوم، افزایش ظاهری در نرخ زاویه‌ای حرکت مداری ماه (هنگام اندازه‌گیری بر حسب زمان خورشیدی متوسط) وجود دارد. این ناشی از از دست دادن تکانه زاویه‌ای زمین و در نتیجه افزایش طول روز است.

### تأثیراتگرانشماه
صفحه مدار ماه به دور زمین نزدیک به صفحه مدار زمین به دور خورشید (دایرةالبروج) قرار دارد، نه در صفحه چرخش زمین (استوا) که معمولاً در مورد ماهواره‌های سیاره‌ای وجود دارد. جرم ماه به اندازه کافی بزرگ است و به اندازه کافی نزدیک است که در ماده زمین جزر و مد ایجاد کند. در راس این مواد، آب اقیانوس‌ها هم به سمت ماه و هم به دور از آن متورم می‌شود. اگر مواد زمین بلافاصله واکنش نشان می‌دادند، یک برآمدگی به‌طور مستقیم به سمت و دور از ماه وجود داشت. در جزر و مد زمین جامد، به دلیل اتلاف انرژی کشندی، یک پاسخ تأخیری وجود دارد. مورد اقیانوس‌ها پیچیده‌تر است، اما یک تأخیر نیز در ارتباط با اتلاف انرژی وجود دارد زیرا زمین با سرعت بیشتری نسبت به سرعت زاویه‌ای مداری ماه می‌چرخد. این فاصله زمانی قمری در پاسخ‌ها باعث می‌شود که برآمدگی جزر و مدی به جلو کشیده شود. در نتیجه، خط عبوری از دو برآمدگی نسبت به جهت زمین-ماه کج می‌شود و گشتاور بین زمین و ماه را اعمال می‌کند. این گشتاور، ماه را در مدارش تقویت می‌کند و چرخش زمین را کند می‌کند. در نتیجه این فرایند، میانگین روز خورشیدی، که باید ۸۶۴۰۰ ثانیه مساوی باشد، در واقع هنگام اندازه‌گیری در ثانیه‌های SI با ساعت اتمی پایدار طولانی‌تر می‌شود. (ثانیه SI، زمانی که تصویب شد، کمی کوتاه‌تر از مقدار فعلی ثانیه از زمان خورشیدی متوسط بود) تفاوت کوچک در طول زمان جمع می‌شود، که منجر به افزایش تفاوت بین زمان ساعت ما (زمان جهانی) از یک طرف، و زمان اتمی بین‌المللی و زمان نجومی از طرف دیگر می‌شود: به ΔT مراجعه کنید. این امر منجر به معرفی ثانیه کبیسه در سال ۱۹۷۲ برای جبران تفاوت‌ها در مبانی استانداردسازی زمان شد.
علاوه بر تأثیر جزر و مد اقیانوسی، یک شتاب کشندی نیز به دلیل خم شدن پوسته زمین وجود دارد، اما این تنها حدود ۴ درصد از کل اثر را هنگام بیان بر حسب اتلاف گرما تشکیل می‌دهد.
اگر از اثرات دیگر صرف نظر شود، شتاب کشندی تا زمانی ادامه می‌یابد که دوره چرخش زمین با دوره مداری ماه مطابقت داشته باشد. در آن زمان، ماه همیشه بالای یک مکان ثابت روی زمین قرار می‌گیرد. چنین وضعیتی در حال حاضر در سامانه پلوتون-کارون (قمر) وجود دارد. با این حال، کاهش سرعت چرخش زمین به اندازه کافی سریع اتفاق نمی‌افتد که چرخش قبل از اینکه اثرات دیگر این موضوع را بی‌ربط کند، به یک ماه افزایش یابد: حدود ۱ تا ۱٫۵ میلیارد سال از هم‌اکنون، افزایش مداوم تابش خورشید احتمالاً باعث بخار شدن اقیانوس‌های زمین می‌شود، و بخش عمده‌ای از اصطکاک و شتاب کشندی را از بین می‌برد. حتی بدون این، کاهش سرعت به یک روز یک‌ماهه تا ۴٫۵ میلیارد سال دیگر که خورشید احتمالاً به یک غول سرخ تبدیل می‌شود و احتمالاً هم زمین و هم ماه را نابود می‌کند، تکمیل نخواهد شد.
شتاب کشندی یکی از نمونه‌های معدود در پویایی‌شناسی سامانه خورشیدی است که به عنوان «پریشیدگی سده‌ای» (سکولار) یک مدار شناخته می‌شود؛ به عبارتی اختلالی که به‌طور پیوسته با زمان افزایش می‌یابد و دوره‌ای نیست. تا حد زیادی، پریشیدگی‌های گرانشی متقابل بین سیارات بزرگ یا کوچک تنها باعث تغییرات دوره‌ای در مدارهای آن‌ها می‌شود، یعنی پارامترها بین مقادیر حداکثر و حداقل نوسان می‌کنند. اثر کشندی یک جمله درجه دوم در معادلات ایجاد می‌کند که منجر به رشد نامحدود می‌شود. در نظریه‌های ریاضی مدارهای سیاره‌ای که اساس جدول نجومی را تشکیل می‌دهند، عبارات سده‌ای درجه دوم و بالاتر رخ می‌دهند، اما این‌ها بیشتر بسط تیلور از عبارات تناوبی با زمان بسیار طولانی هستند. دلیل متفاوت بودن اثرات کشندی این است که برخلاف پریشیدگی‌های گرانشی دوردست، اصطکاک بخش اساسی شتاب کشندی است و منجر به از دست دادن دائمی انرژی از سامانه دینامیکی به شکل گرما می‌شود. به عبارت دیگر، ما در اینجا یک سیستم همیلتونی نداریم.

### تکانه زاویه‌ای و انرژی
گشتاور گرانشی بین ماه و برآمدگی کشندی زمین باعث می‌شود که ماه دائماً به مداری کمی بالاتر ارتقا یابد و چرخش زمین کند شود. همانند هر فرایند فیزیکی در یک سامانه منزوی، کل انرژی و تکانه زاویه‌ای حفظ می‌شوند. در واقع، انرژی و تکانه زاویه‌ای از چرخش زمین به حرکت مداری ماه منتقل می‌شود (با این حال، بیشتر انرژی از دست رفته توسط زمین (۳٫۷۸- تراوات) توسط تلفات اصطکاکی در اقیانوس‌ها و برهم‌کنش آن‌ها با زمین جامد به گرما تبدیل می‌شود و تنها حدود ۱/۳۰ (+۰٫۱۲۱ تراوات) به ماه منتقل می‌شود). ماه از زمین دورتر می‌شود (۰۸/۰ ± ۳۸٫۳۰ میلی‌متر در سال)، بنابراین انرژی پتانسیل آن، که هنوز منفی است (در چاه گرانشی زمین)، افزایش می‌یابد، یعنی کمتر منفی می‌شود. در مدار باقی می‌ماند و از قانون سوم کپلر نتیجه می‌شود که سرعت زاویه‌ای متوسط آن در واقع کاهش می‌یابد، بنابراین عمل کشندی روی ماه در واقع باعث کاهش سرعت زاویه‌ای می‌شود، یعنی یک شتاب منفی (۰۵/۰ ± ۹۷/۲۵- اینچ در قرن) چرخش آن به دور زمین است. سرعت واقعی ماه نیز کاهش می‌یابد. اگرچه انرژی جنبشی آن کاهش می‌یابد، انرژی پتانسیل آن به میزان بیشتری افزایش می‌یابد، یعنی Ep = -2Ec (قضیه ویریال).
تکانه زاویه‌ای چرخشی زمین کاهش می‌یابد و در نتیجه طول روز افزایش می‌یابد. جزر و مد خالص ایجاد شده روی زمین توسط ماه توسط چرخش بسیار سریع‌تر زمین، از ماه جلوتر کشیده می‌شود. اصطکاک کشندی برای کشیدن و حفظ برآمدگی در مقابل ماه لازم است و انرژی اضافی تبادل انرژی چرخشی و مداری بین زمین و ماه را به صورت گرما تلف می‌کند. اگر اصطکاک و اتلاف گرما وجود نداشت، نیروی گرانشی ماه بر روی برآمدگی جزر و مدی به سرعت (در عرض دو روز) جزر و مد را با ماه همگام می‌کرد و ماه دیگر از آن دور نمی‌شد. بیشتر اتلاف در یک لایه مرزی پایینی متلاطم در دریاهای کم‌ژرفا مانند فلات قاره اروپا در اطراف جزایر بریتانیا، فلات پاتاگونیا در سواحل آرژانتین و دریای برینگ رخ می‌دهد.
میانگین اتلاف انرژی توسط اصطکاک کشندی حدود ۳٫۶۴ تراوات از ۳٫۷۸ تراوات استخراج شده است که از این مقدار ۲٫۵ تراوات از جزء اصلی ماه M2 و بقیه از سایر اجزا، هم قمری و هم خورشیدی است.
برآمدگی کشندی تعادلی در واقع روی زمین وجود ندارد زیرا قاره‌ها اجازه نمی‌دهند که این راه حل ریاضی اتفاق بیفتد. جزر و مد اقیانوسی در واقع به عنوان چرخاب‌های وسیع در اطراف حوضه‌های اقیانوسی به دور چندین نقطه آمفیدرومیک که هیچ جزر و مدی وجود ندارد، می‌چرخند. ماه در حین چرخش زمین، هر موج را به صورت جداگانه می‌کشد - برخی از امواج جلوتر از ماه هستند، برخی دیگر پشت سر آن هستند، در حالی که برخی دیگر در هر دو طرف هستند. «برآمدگی‌هایی» که در واقع برای کشیدن ماه توسط ماه وجود دارد (و ماه را می‌کشند) نتیجه خالص ادغام امواج واقعی در تمام اقیانوس‌های جهان است.

### شواهد تاریخی
این سازوکار ۴٫۵ میلیارد سال است که از زمان تشکیل اولین اقیانوس‌ها روی زمین در حال کار است، اما در زمان‌هایی که بسیاری از آب‌ها یا بیشتر آب به شکل یخ بوده است، کمتر مؤثر بوده است. شواهد زمین‌شناسی و دیرینه‌شناسی وجود دارد که نشان می‌دهد زمین در گذشته دور سریع‌تر می‌چرخیده و ماه به زمین نزدیک‌تر بوده است. سنگ‌های موزون کشندی، لایه‌های متناوب شن و لای هستند که در فراساحل از خورهایی که جریان‌های جزر و مد زیادی دارند، رسوب کرده‌اند. چرخه‌های روزانه، ماهانه و فصلی را می‌توان در رسوبات یافت. این سابقه زمین‌شناسی با این شرایط ۶۲۰ میلیون سال پیش مطابقت دارد: روز ۰٫۴ ± ۲۱٫۹ ساعت بود و ۰٫۱ ± ۱۳٫۱ ماه سینودیکی در سال و ۷ ± ۴۰۰ روز خورشیدی در سال وجود داشت. میانگین سرعت دور شدن ماه از آن زمان تاکنون ۰٫۳۱ ± ۲٫۱۷ سانتی‌متر در سال بوده است که تقریباً نصف نرخ فعلی است. نرخ بالای فعلی ممکن است به دلیل تشدید (فیزیک) نزدیک بین بسامدهای طبیعی اقیانوس و بسامدهای کشندی باشد.
تجزیه و تحلیل لایه‌بندی در پوسته‌های فسیلی نرم‌تنان از ۷۰ میلیون سال پیش، در دوره کرتاسه پسین، نشان می‌دهد که ۳۷۲ روز در سال وجود داشته است، بنابراین طول روز در آن زمان حدود ۲۳٫۵ ساعت بوده است.

### توصیف کمی حالت زمین و ماه
حرکت ماه را می‌توان با دقت چند سانتی‌متر توسط آزمایش فاصله‌سنجی لیزری قمری (LLR) دنبال کرد. پالس‌های لیزری از بازتابنده‌های گوشه‌ای منشوری روی سطح ماه که در طول مأموریت‌های برنامه فضایی آپولو از سال ۱۹۶۹ تا ۱۹۷۲ و توسط برنامه لونوخود ۱ در سال ۱۹۷۰ و لونوخود ۲ در سال ۱۹۷۳ مستقر شده‌اند، بازتاب می‌شوند. اندازه‌گیری زمان بازگشت پالس، معیار بسیار دقیقی از فاصله را ارائه می‌دهد. این اندازه‌گیری‌ها با معادلات حرکت برازش می‌شوند. این مقادیر عددی را برای کاهش سرعت سده‌ای ماه، یعنی شتاب منفی، در طول جغرافیایی و نرخ تغییر محور نیمه اصلی بیضی زمین-ماه به دست می‌دهد. نتایج برای دوره ۱۹۷۰–۲۰۱۵ به شرح زیر است:
-۲۵٫۹۷ ± ۰٫۰۵ ثانیه قوسی/قرن۲ در طول دایرةالبروجی
+۳۸٫۳۰ ± ۰٫۰۸ میلی‌متر در سال در میانگین فاصله زمین و ماه
این با نتایج فاصله‌سنجی لیزری ماهواره‌ای (SLR) سازگار است، تکنیکی مشابه که برای ماهواره‌های مصنوعی در حال چرخش به دور زمین اعمال می‌شود، که مدلی برای میدان گرانشی زمین، از جمله میدان کشند، ارائه می‌دهد. این مدل به‌طور دقیق تغییرات در حرکت ماه را پیش‌بینی می‌کند.
در نهایت، مشاهدات باستانی از گرفت‌های خورشیدی موقعیت‌های نسبتاً دقیقی را برای ماه در آن لحظات ارائه می‌دهد. مطالعات این مشاهدات نتایجی مطابق با مقدار ذکر شده در بالا ارائه می‌دهد.
پیامد دیگر شتاب کشندی، کاهش سرعت چرخش زمین است. چرخش زمین به دلیل علل مختلف در همه مقیاس‌های زمانی (از ساعت‌ها تا قرن‌ها) تا حدودی نامنظم است. اثر کوچک جزر و مدی را نمی‌توان در یک دوره کوتاه مشاهده کرد، اما اثر تجمعی بر چرخش زمین که با یک ساعت پایدار (زمان نجومی، زمان اتمی بین‌المللی) اندازه‌گیری می‌شود، حتی چند میلی ثانیه در هر روز به راحتی در عرض چند قرن قابل توجه می‌شود. از زمان یک رویداد در گذشته دور، روزها و ساعت‌های بیشتری (که در چرخش کامل زمین اندازه‌گیری می‌شود) (زمان جهانی) نسبت به ساعت‌های پایدار کالیبره شده با طول روز فعلی (زمان نجومی) سپری شده است. این به عنوان ΔT شناخته می‌شود. مقادیر اخیر را می‌توان از سرویس بین‌المللی چرخش زمین و سامانه‌های مرجع (IERS) به دست آورد. [۳۰] جدولی از طول واقعی روز در چند قرن گذشته نیز موجود است.
از تغییر مشاهده شده در مدار ماه، می‌توان تغییر مربوطه در طول روز را محاسبه کرد (که در آن "cy" به معنای "سده" است):
+2.4 ms/d/century یا +88 s/cy2 یا +66 ns/d2.
با این حال، از سوابق تاریخی در طول ۲۷۰۰ سال گذشته، میانگین زیر به دست می‌آید:
+۱٫۷۲ ± 0.03 ms/d/century or +63 s/cy2 or +47 ns/d2. (به عنوان مثال یک علت شتاب‌دهنده مسئول است -0.7 ms/d/cy)
با دو بار ادغام در طول زمان، مقدار تجمعی متناظر یک سهمی با ضریب T2 (زمان در سدهٔ مربع) از (۱/۲) ۶۳ s/cy2 است:
ΔT = (1/2) 63 s/cy2 T2 = +31 s/cy2 T2.
در مقابل کاهش سرعت کشندی زمین، سازوکاری وجود دارد که در واقع چرخش را تسریع می‌کند. زمین یک کره نیست، بلکه یک بیضی‌گون است که در قطب‌ها مسطح شده است. SLR نشان داده است که این مسطح شدن در حال کاهش است. توضیح این است که در طول عصر یخبندان توده‌های بزرگی از یخ در قطب‌ها جمع شده و سنگ‌های زیرین را پایین آورده‌اند. توده یخ بیش از ۱۰۰۰۰ سال پیش شروع به ناپدید شدن کرد، اما پوسته زمین هنوز در تعادل هیدرواستاتیکی نیست و هنوز در حال بازگشت است (زمان استراحت حدود ۴۰۰۰ سال تخمین زده می‌شود). در نتیجه، قطر قطبی زمین افزایش می‌یابد و قطر استوایی کاهش می‌یابد (حجم زمین باید ثابت بماند). این بدان معنی است که جرم به محور چرخش زمین نزدیک‌تر می‌شود و گشتاور لختی زمین کاهش می‌یابد. این فرایند به تنهایی منجر به افزایش سرعت چرخش می‌شود (پدیده‌ای مانند اسکیت‌باز در حال چرخش که با جمع کردن بازوهای خود سریع‌تر می‌چرخد). از تغییر مشاهده شده در گشتاور لختی، می‌توان شتاب چرخش را محاسبه کرد: مقدار متوسط در طول دوره تاریخی باید حدود -۰٫۶ میلی‌ثانیه در قرن بوده باشد. این تا حد زیادی مشاهدات تاریخی را توضیح می‌دهد.

## سایر موارد شتاب کشندی
بیشتر قمرهای طبیعی سیاره‌ها تا حدودی (معمولاً کوچک) تحت شتاب کشندی قرار می‌گیرند، به جز دو دسته از اجرام که سرعتشان به دلیل اثر کشندی کاهش می‌یابد. با این حال، در بیشتر موارد، این اثر به اندازه‌ای کوچک است که حتی پس از میلیاردها سال، بیشتر قمرها در واقع از بین نمی‌روند. این اثر احتمالاً برای دیموس، قمر دوم مریخ، که ممکن است پس از خروج از چنگ مریخ به یک سیارک متقاطع زمین تبدیل شود، بیشتر مشهود است. این اثر همچنین بین اجزای مختلف در یک ستاره دوتایی ایجاد می‌شود.
علاوه بر این، این اثر کشندی صرفاً به قمرهای سیاره‌ای محدود نمی‌شود. بلکه بین اجزای مختلف درون یک سامانه ستاره دوتایی نیز ظاهر می‌شود. برهم‌کنش‌های گرانشی در چنین سامانه‌هایی می‌تواند نیروهای کشندی ایجاد کند که منجر به پویایی جذابی بین ستارگان یا اجرام در حال چرخش آن‌ها می‌شود و بر تکامل و رفتار آن‌ها در مقیاس‌های زمانی کیهانی تأثیر می‌گذارد.

## کاهش سرعت کشندی
این پدیده در دو حالت رخ می‌دهد:

در شتاب کشندی (۱)، یک قمر در همان جهت چرخش جسم والدین خود می‌چرخد (اما کندتر). برآمدگی جزر و مدی نزدیکتر (قرمز) ماهواره را بیشتر از برآمدگی دورتر (آبی) جذب می‌کند و نیروی خالص مثبتی (پیکان‌های نقطه‌چین که نیروها را به اجزای آن‌ها تجزیه می‌کنند) در جهت مدار ایجاد می‌کند و آن را به مدار بالاتر می‌برد. در کاهش سرعت کشندی (۲) با چرخش معکوس، نیروی خالص با جهت مدار مخالف است و آن را کاهش می‌دهد.

۱. قمرهای سریع: برخی از قمرهای داخلی سیاره غول‌پیکرها و فوبوس (قمر) در شعاع مدار هم‌زمان می‌چرخند، به طوری که دوره مداری آن‌ها کوتاه‌تر از چرخش سیاره‌شان است. به عبارت دیگر، آنها سریع‌تر از چرخش سیاره به دور سیاره خود می‌چرخند. در این حالت، برآمدگی‌های جزر و مدی ایجاد شده توسط ماه بر روی سیاره آن‌ها از ماه عقب می‌ماند و باعث کاهش سرعت آن در مدارش می‌شود. نتیجه نهایی، زوال مدار آن قمر است که به تدریج به سمت سیاره می‌رود. چرخش سیاره نیز در این فرایند کمی افزایش می‌یابد. در آینده دور، این قمرها به سیاره برخورد می‌کنند یا از درون حد روشه عبور کرده و بر اثر جزر و مد به قطعاتی تبدیل می‌شوند. با این حال، همه این قمرها در منظومه خورشیدی اجرام بسیار کوچکی هستند و برآمدگی‌های جزر و مدی ایجاد شده توسط آن‌ها بر روی سیاره نیز کوچک است، بنابراین این اثر معمولاً ضعیف است و مدار به آرامی زوال می‌یابد. قمرهای تحت تأثیر عبارتند از:
- در اطراف مریخ: فوبوس
- در اطراف مشتری: متیس و آدرستیا
- در اطراف زحل: هیچ، به جز حلقه‌های زحل (مانند مشتری، زحل یک چرخش بسیار سریع است اما هیچ ماهواره‌ای به اندازه کافی نزدیک ندارد)
- در اطراف اورانوس: کوردلیا ، اوفلیا، بیانکا، کرسیدا، دزدمونا، ژولیت، پورتیا، رزالیند، کوپید، بلیندا و پردیتا
- در اطراف نپتون: نایاد ، تالاسا ، دیسپینا، گالاتیا و لاریسا

برخی فرض می‌کنند که پس از تبدیل شدن خورشید به غول سرخ، چرخش سطحی آن بسیار کندتر می‌شود و باعث کاهش سرعت کشندی سیارات باقی مانده می‌شود.
۲. قمرهای وارونه: همه قمرهای وارونه تا حدی کاهش سرعت کشندی را تجربه می‌کنند زیرا حرکت مداری و چرخش سیاره آنها در جهت مخالف است و باعث ایجاد نیروهای بازگرداننده از برآمدگی‌های کشندی آن‌ها می‌شود. تفاوت با حالت قبلی «قمر سریع» در اینجا این است که چرخش سیاره نیز به جای سرعت، کند می‌شود (تکانه زاویه‌ای همچنان حفظ می‌شود زیرا در چنین حالتی مقادیر چرخش سیاره و چرخش ماه دارای علامت مخالف هستند). تنها مهواری (قمری) در منظومه خورشیدی که این اثر برای آن قابل اغماض نیست، تریتون  نپتون است. همه قمرهای وارونه دیگر در مدارهای دوردست قرار دارند و نیروهای کشندی بین آنها و سیاره ناچیز است.
باور بر این است که عطارد و زهره هیچ قمری ندارند، زیرا هر قمر فرضی مدت‌ها پیش کاهش سرعت را تجربه می‌کرد و به دلیل سرعت چرخش بسیار آهسته هر دو سیاره به سیارات برخورد می‌کرد. علاوه بر این، زهره دارای چرخش وارونه نیز می‌باشد.